# Rokurō Naya
Rokurō Naya (納谷 六朗?, Naya Rokurō; Tokyo, 20 ottobre 1932 – 17 novembre 2014) è stato un doppiatore giapponese, ovvero un seiyū.
È il fratello di un altro seiyū, Gorō Naya. Era affiliato alla Mausu Promotion.

## Ruoli creati

### Serie anime
- Aquarius Camus in I Cavalieri dello zodiaco
- Davey in Genocyber
- Sensui Shinobu in Yu degli spettri
- Enchiyou in Shin Chan
- Leonard Henry in Fake
- Grumman in Fullmetal Alchemist: Brotherhood
- Kuwabara Honinbo in Hikaru no Go
- Zellner in Noir
- Ujimasa Hojo in Mirage of Blaze
- Haredas in One Piece
- Capitan Dorai in Street Fighter II V
- Kouran Mori in Rekka no honō
- Genta Ogawara in Jinki: Extend
- Thomas Le Conte in Un oceano di avventure
- Professor Hanawa in Lamù
- Raven in Hoshi ni Negai o

### Film anime
- Jodan in Lupin III - La lampada di Aladino
- Il vescovo Moretti in Golgo 13

### Videogiochi
- Wilhelm / Der Freischutz in Etrian Odyssey Untold 2: The Fafnir Knight
- Gunter in Fire Emblem: Fates e Fire Emblem Heroes
- Anankos in Fire Emblem: Fates
- Valgar Rainhart in Guardian Heroes e Advance Guardian Heroes
- Dott. Andrew Schrader in Il professor Layton e lo scrigno di Pandora e Il professor Layton e il futuro perduto
- Ghaleon in Lunar: The Silver Star, Lunar: Eternal Blue e Lunar 2: Eternal Blue Complete
- Zadoc in Panzer Dragoon Saga
- Caronte in Shin Megami Tensei IV
- Junpei Tenmyouji in Zero Escape: Virtue's Last Reward

### Tokusatsu
- Moak in Seijū Sentai Gingaman
- Kata in Jūken Sentai Gekiranger

## Ruoli doppiati
- Professor X in Insuperabili X-Men
- Squiddi Tentacolo in Spongebob
- Capo Quimby in L'ispettore Gadget
- Liquidator in Darkwing Duck
- Christopher Henderson in 24